# Spinifex longifolius
Spinifex longifolius är en gräsart som beskrevs av Robert Brown. Spinifex longifolius ingår i släktet Spinifex och familjen gräs. Inga underarter finns listade i Catalogue of Life.

## Bildgalleri

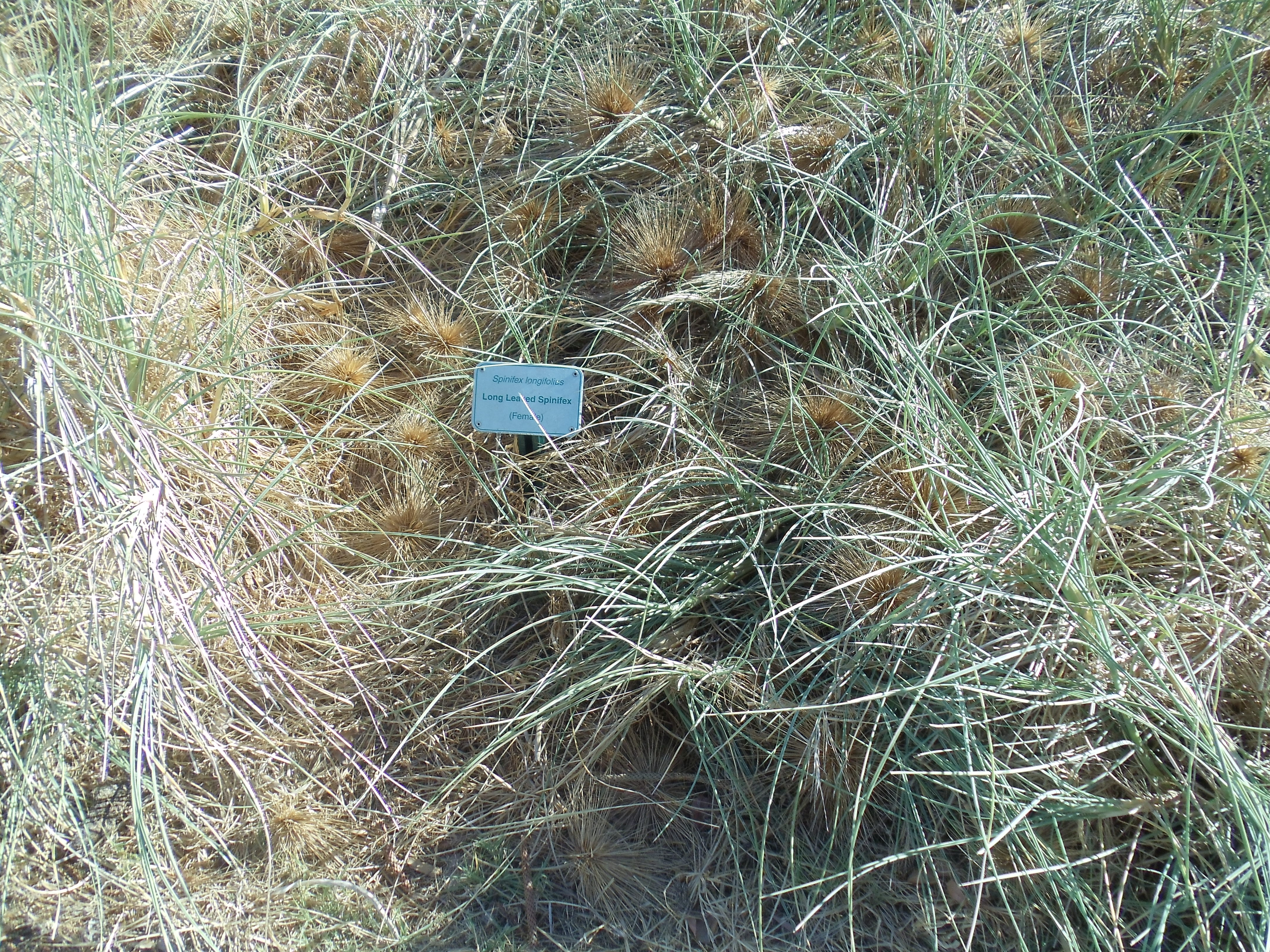
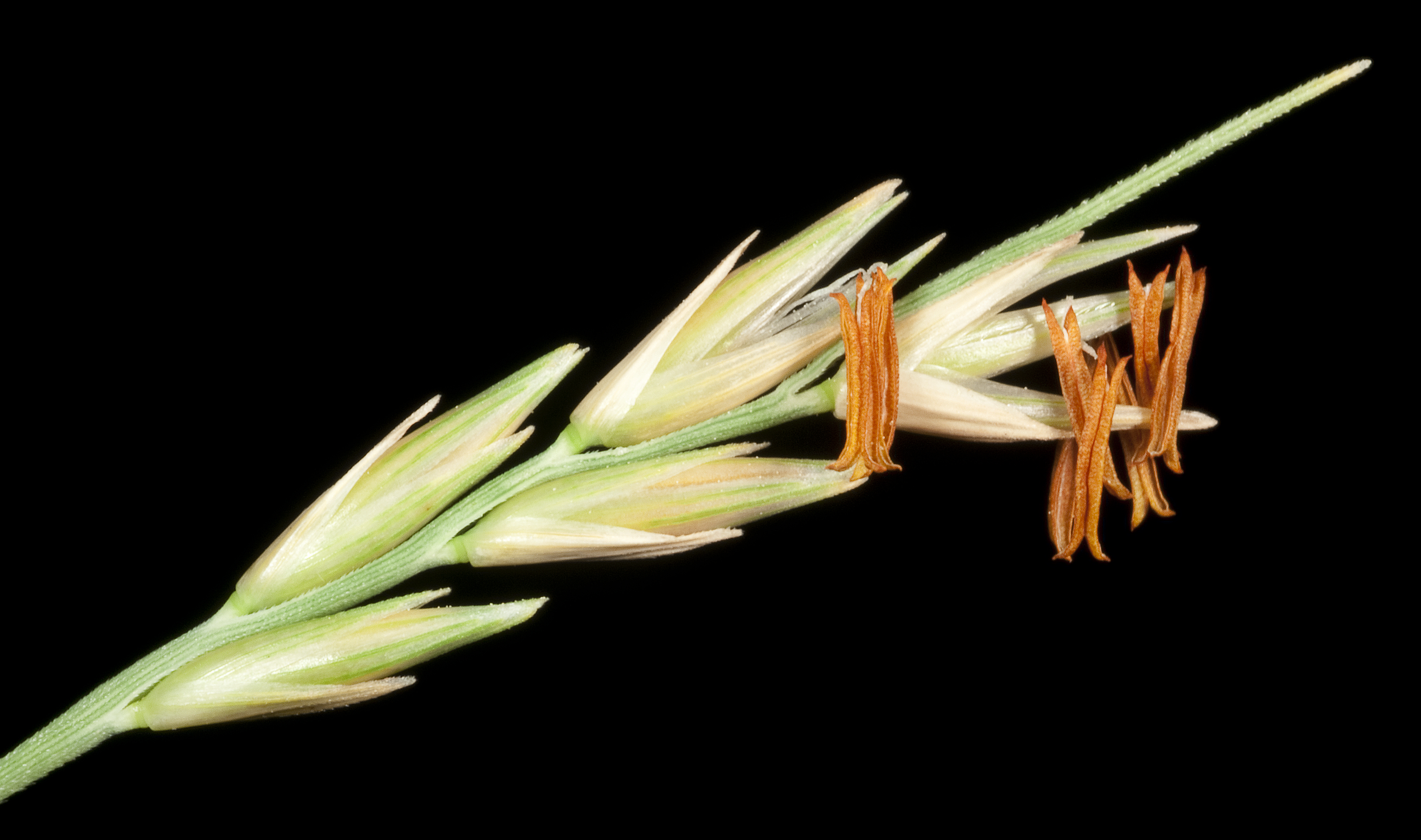
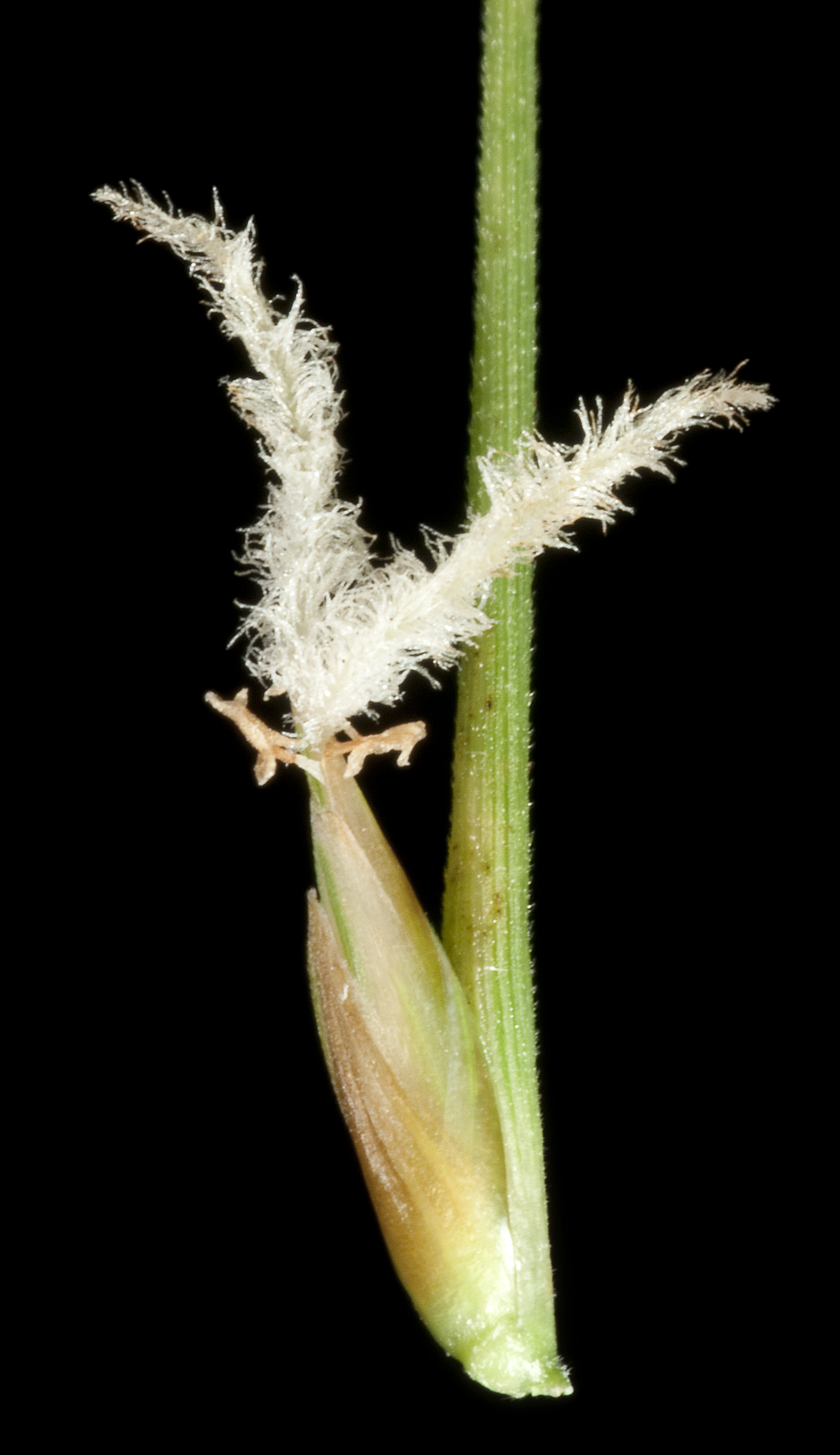